# 164.º Escuadrón de la RAF (Reino Unido)
El Escuadrón N° 164 de la Real Fuerza Aérea Británica fue un escuadrón de caza y cazabombardeo que operó principalmente en los años de la Segunda Guerra Mundial. La unidad recibió el título honorífico de Argentine British en reconocimiento a la campaña de recaudación de fondos para la RAF llevada a cabo en Argentina por la comunidad británico-argentina.

## Creación
El Escuadrón 164° fue formado el 1 de junio de 1918, pero debido a que nunca recibió aviones para poder operar, fue disuelto el 4 de julio de 1918.

## Reorganización y entrenamiento
El 6 de abril de 1942, se vuelve a constituir, pero se traslada su base de operaciones a Peterhead y se convierte en una escuadrilla de caza, equipada con aviones Spitfire Mk AVs recibidos a principios de mayo de ese año. 
En enero de 1943, se movió su base de operaciones a Gales del Sur, donde recibió cazabombarderos Hurricane y comenzó a entrenarse como una unidad de ataque terrestre.

## Segunda Guerra Mundial
El 3 de septiembre de 1939, el Reino Unido y otros países europeos realizaron un llamado a los jóvenes de todo el mundo para unirse en su lucha en contra de la Alemania nazi y las fuerzas del Eje. Alrededor de 500 argentinos, en su mayoría descendientes de británicos, franceses y belgas, respondieron al pedido y a partir de 1941 se alistaron y zarparon en diferentes barcos que los llevaron al Viejo Continente o Canadá.
El número de voluntarios argentinos en Inglaterra fue tan grande que surgió la necesidad de agruparlos en una unidad de la RAF. Así, el 6 de abril de 1942, se creó el 164° Escuadrón británico-argentino, que fue representado con la imagen de un león frente a un sol naciente, bajo el cual se leía el lema: “Firmes volamos”.
El escuadrón instaló su base de operaciones en la costa oriental de Escocia y fue equipado con los versátiles cazas Spitfire. En enero de 1943 se trasladaron a Gales del Sur y sumaron a la unidad los cazabombarderos Hurricane. Finalmente, en junio el 164° empieza a entrar en acción.
Sus primeras incursiones fueron contra naves enemiga y objetivos costeros alemanes. En 1944, tras ganar experiencia y haber pasado por diferentes bases de operaciones, el escuadrón recibe los aviones Hawker Typhoon Mk Ib, cazabombarderos más veloces, robustos y de mayor capacidad de fuego que los Hurricanes.
Durante la Batalla de Normandía, que comenzó el 6 de junio de 1944, más conocido como el Día D, el 164° estuvo entre las primeras unidades de ataque. La RAF contaba con 682 escuadrones, pero el conformado por argentinos siempre se encontró entre los más destacados.
Las operaciones de ataque a tierra comenzaron en junio de 1943. Sus objetivos eran principalmente la navegación  y los objetivos costeros del enemigo, para lo cual utilizaron aviones Typhoon armados con cohetes. También atacaron las comunicaciones, estaciones de radar y transportes enemigas, en la preparación para la invasión de Europa. Después de proveer apoyo a las fuerzas de desembarco desde el  Sur de Inglaterra en junio de 1944, el escuadrón pasó a Francia en julio. Durante la batalla de Normandía, el 164° usó sus cohetes contra los vehículos blindados enemigos en el área de batalla, para posteriormente avanzar por el norte de Francia y Bélgica, en apoyo del británico-canadiense 21° Grupo del Ejército británico. Durante los meses restantes de la guerra, el escuadrón realizó barridos de reconocimiento, atacando unidades de transporte y tanques enemigos, y en abril de 1945 fue trasladado a su primera base alemana. Poco después del final de la guerra, su base retornó al Reino Unido y se re-equipó a la unidad con aviones Spitfire del 453° Escuadrón de la RAF.
El 31 de agosto de 1946, la escuadrilla fue vuelta a numerar como el 63° Escuadrón de la RAF.

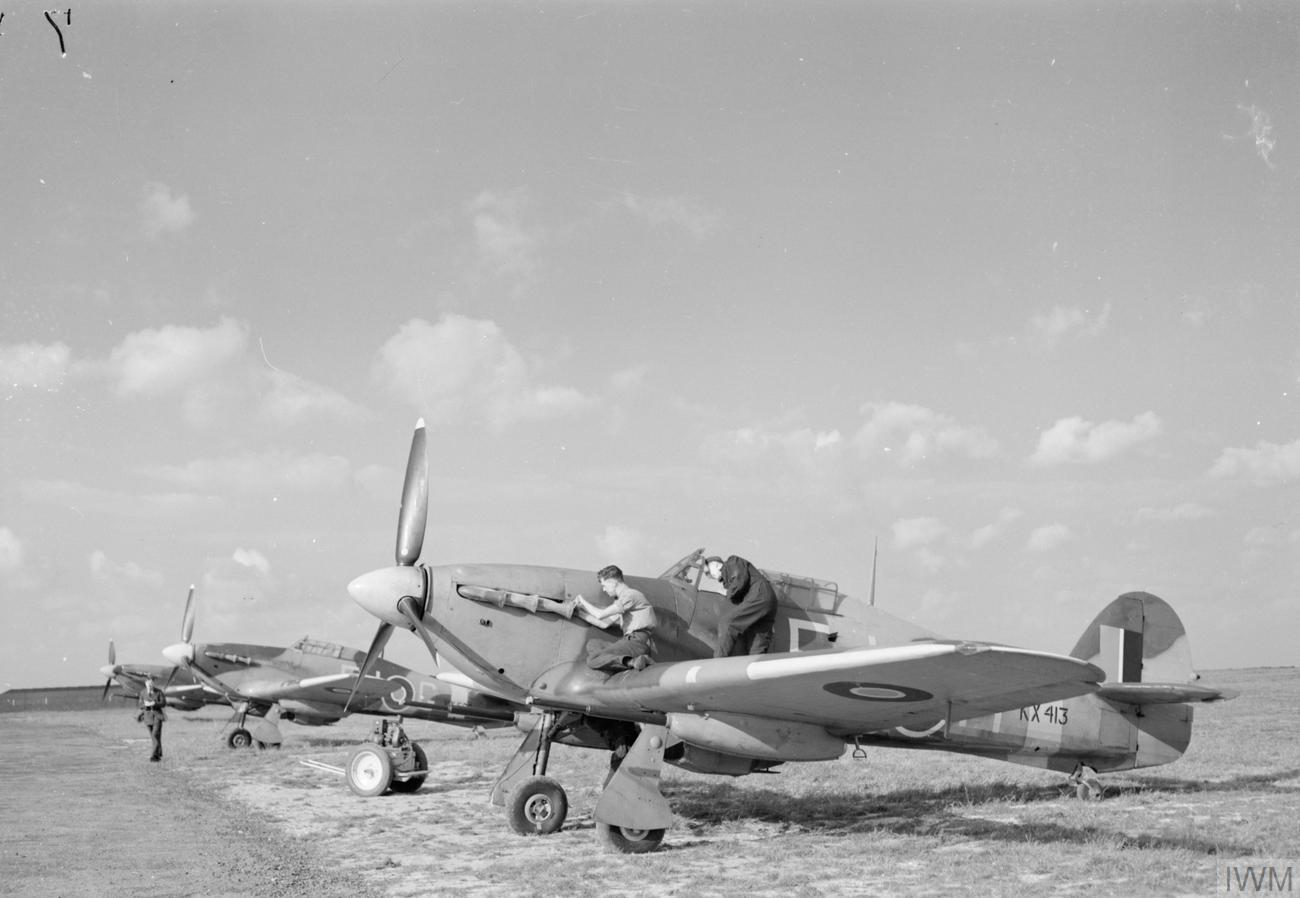
Tres Hawker Hurricane del escuadrón bajo tareas de mantenimiento en la base aérea Middle Wallop

## Aeronaves utilizadas
| Fecha inicial      | Fecha final        | Tipo de aeronave             |
| ------------------ | ------------------ | ---------------------------- |
| Abril de 1942      | Septiembre de 1942 | Supermarine Spitfire VA      |
| Septiembre de 1942 | Febrero de 1943    | Supermarine Spitfire VB      |
| Febrero de 1943    | Mayo de 1943       | Hawker Hurricane IID         |
| Febrero de 1943    | Febrero de 1944    | Hawker Hurricane IV          |
| Enero de 1944      | Mayo de 1945       | Hawker Typhoon IB            |
| Junio de 1945      | Julio de 1946      | Supermarine Spitfire IX      |
| Julio de 1946      | Agosto de 1946     | Supermarine Spitfire LF XVIE |